# باتريك هولاند (مؤلف)
باتريك هولاند (بالإنجليزية: Patrick Holland) (7 أغسطس 1977 في أستراليا)؛ مؤلف، كاتب قصة قصيرة وروائي أسترالي.